# لا شاتر-لانگلین
لا شاتر-لانگلین (به فرانسوی: La Châtre-Langlin) یک کمون در فرانسه است که در اندر واقع شده‌است. لا شاتر-لانگلین ۲۷٫۴ کیلومتر مربع مساحت و ۵۶۸ نفر جمعیت دارد و ۳۰۴ متر بالاتر از سطح دریا واقع شده‌است.